# KDStV Markomannia Würzburg
Die Katholische Deutsche Studentenverbindung Markomannia Würzburg, KDStV Markomannia Würzburg, ist eine 1871 in Würzburg gegründete nichtschlagende, katholische Studentenverbindung. Sie ist Mitglied des Cartellverbandes der katholischen deutschen Studentenverbindungen (CV). Zudem ist sie Mitglied im Marburger Kreis.

## Geschichte

Wappen der KDStV Markomannia Würzburg

### Vorgeschichte
Motiv und Ansporn für den Gründer der Markomannia, Georg Trapp (1847–1930) aus Lohr, ein Münchener Aenanen-Bursche und späterer Landgerichtspräsident in Regensburg, war, dass die fünf im Cartellverband der katholischen deutschen Studentenverbindungen (CV) zusammengeschlossenen Korporationen Aenania München, Winfridia Breslau, Guestfalia Tübingen, Bavaria Bonn und Austria Innsbruck dringend personellen Zuwachs aus anderen deutschen Universitätsstädten benötigten.
Die günstige Lage Würzburgs, wo Studenten aus der Pfalz und Unterfranken studierten, führte nach bewegten Conventen und erheblichen Schwierigkeiten dann doch binnen einer Jahresfrist zum Ziel.
Die Namenswahl, durch den Gründer kurz vor der Konstituierung vorgenommen, erfolgte zur Erinnerung an die Markomannen. Dies war ein germanischer Volksstamm, der um die Zeitenwende im Gebiet des heutigen Unter- und Oberfranken wirkte. Den Vorstellungen Trapps gemäß wurde die junge Markomannia schon bald in den Cartellverband aufgenommen, wo sie, ihrem ansehnlichen Mitgliederstand entsprechend, schnell zu einer Stütze der Cartellverbindungen wurde.

### Gründung
Im Zuge einer katholischen Gegenbewegung zum herrschenden Liberalismus, wurde die Verbindung an der Würzburger Universität am 26. Januar 1871 in Würzburg gegründet und konstituierte sich am 7. Februar 1871 als Studentengesellschaft, um sich bald darauf, am 10. Juli 1871, in eine farbentragende Verbindung umzuwandeln.
Trotz der zahlreichen Anfeindungen in den ersten Jahren, einerseits von der liberalen Presse, andererseits aus den Reihen der Corps, konnte Markomannia sich gut etablieren und festigen. Das Verhältnis zur Bevölkerung entwickelte sich vorteilhaft. Einige hochgestellte Persönlichkeiten nahmen früh die Ehrenmitgliedschaft an und gaben so dem Bund Anerkennung und Rückhalt.
Der Aufbau einer Verbindungsbibliothek schon im zweiten Jahr sowie das Erscheinen einer eigenen Wissenschaftlichen Zeitung kurz darauf zeigen, dass es der Verbindung mit dem Prinzip scientia genauso ernst war, wie mit dem der religio.
In der folgenden Zeit waren es große Feierlichkeiten kirchlicher oder auch weltlicher Art, bei deren Gelegenheit die Verbindung in die Öffentlichkeit trat und Sympathien erregte.
In Verbands- wie auch hochschulpolitischen Gremien wurden Markomannen oft mit Mitbestimmungs- und Führungsaufgaben betraut. Die rege Mitarbeit auf verschiedenen Gebieten findet zum Beispiel in einer wiederholten Übertragung des Vorortes Ausdruck.
Um die Jahrhundertwende hatte Markomannia einen so beträchtlichen Mitgliederstand erreicht, dass man Anfang 1902 eine Teilung durchführte und die KDStV Thuringia Würzburg als Tochterverbindung gründete.
Ein gutes Verhältnis zu den erstgegründeten Verbindungen sowie die Patenschaften zu Gothia Erlangen, K.a.V. Saxo-Bavaria Prag in Wien und der neu gegründeten Oeno-Danubia Passau zeugen von vielseitigem Engagement.

### Erster und Zweiter Weltkrieg
Im Ersten Weltkrieg wurden mehr als 250 Markomannen einberufen, von denen 45 fielen. Ein üblicher Semesterbetrieb fand in dieser Zeit nicht statt. Mitte 1920 wurde der Hutten’sche Felsenkeller in der Randersackerer Straße zum Verbindungsheim. 1932 wurde die Villa in der Mergentheimer Straße 60 bezogen, da die vorigen Räumlichkeiten zu klein geworden waren. Kurze Zeit nach der Machtergreifung musste sie wegen drohender Beschlagnahme durch die Gestapo vermietet werden. Beim Bombenangriff auf Würzburg am 16. März 1945 wurde das damalige Haus zerstört.
Die Jahre nach 1933 waren für die meisten Korporationen und Verbände von Bedrohung gekennzeichnet. So erging es auch Markomannia. Zwar wurde die Verbindung während der folgenden Zeit nicht aufgelöst, dennoch wurde am 27. Oktober 1935 der Cartellverband auf dem Markomannenhaus aufgelöst.

### Wiederbegründung
Gleich nach dem Ende des Krieges, in dem über 30 Markomannen gefallen waren, begann die Wiederaufbauarbeit durch einige Bundesbrüder, so dass 1948 das 77. Stiftungsfest wieder eine größere Anzahl von Mitgliedern zusammenführte. In diesem Jahr wurden auch Altherrenverband und aktive Verbindung von Behörden und Universität anerkannt, die ersten Nachkriegsfüchse geburscht.
Ende 1954 konnte der erste Teilwiederaufbau des Hauses bezogen werden. Seit 1964 steht das Haus in seiner jetzigen Form.
Aus dem 1974 gegründeten Archivverein der Markomannia entwickelte sich die Gemeinschaft für deutsche Studentengeschichte.
2001 wurde das 130. Stiftungsfest gefeiert mit Anwesenheit aller Tochter- und Patenverbindungen der Markomannia.
Markomannia führte sechsmal den Vorort (Vorsitz) des Cartellverbandes: 1873/1874, 1880/1881, 1888/1889, 1897/1898, 1963/1964 und 1998/1999.
Die Nummer in der amtlichen Reihenfolge der Cartellverbindungen ist Nr. 5. Die offizielle Abkürzung ist Mm.

## Ziele und Prinzipien
Markomannia beruht auf den Prinzipien religio, scientia,amicitia und patria. Sie will eine lebenslange Freundschaft begründen, welche sich durch ihre couleurstudentischen Traditionen und Comment getragen weiß.
- Religio bedeutet das Bekenntnis zum katholischen Glauben als lebendigem Grundstein der Verbindung sowie die Bereitschaft, aus ihm das eigene Leben zu gestalten und sich den Herausforderungen der Zeit zu stellen.
- Scientia erfordert das Bemühen um ein erfolgreiches Studium und die Auseinandersetzung mit hochschulpolitischen Fragen. Vorträge und Diskussionen bieten die Möglichkeit, den eigenen Horizont über die Grenzen der Fakultät hinaus zu erweitern.
- Amicitia beinhaltet die Förderung wahrer, über die Studienzeit und die eigene Generation hinausgehende Lebensfreundschaft und die gegenseitige Erziehung zu sozial verantwortlichen, selbstbewussten Persönlichkeiten.
- Patria verlangt das Eintreten für Recht, Freiheit und Demokratie, getragen von dem Anspruch auf eine in sozialer Verantwortung gründenden Liebe zu unserem Vaterland in völkerverbindender Gesinnung.[4]

## Couleur, Wahlspruch und Wappen

### Couleur
Die Verbindung trägt die Farben himmelblau-gold-grün mit goldener Perkussion. Die Fuxenfarben sind himmelblau-gold mit golden-blauer Perkussion. Kopfcouleur ist eine himmelblaue Tuchmütze, mittleres Tellerformat.

### Wahlspruch
Der Wahlspruch ist Furchtlos und Treu!

### Wappen
Das Wappen wurde am 24. Januar 1871 beschlossen und besitzt folgenden Aufbau: In der Mitte eines viergeteilten Schildes befindet sich ein weiteres Feld mit den schräg angeordneten Farben und dem Zirkel. Rechts oben befand sich zunächst ein bayerischer Löwe mit Krone in Blau auf weißem Grund als Zeichen der Zugehörigkeit zu Bayern. Um die Jahrhundertwende wurde an dessen Stelle die Rennfahne Würzburgs mit den Farben rot-gelb vor einem schwarzen Hintergrund gesetzt. Links davon ist ein goldenes Kreuz auf himmelblauem Grund abgebildet als Zeichen des Glaubens. Im rechten unteren Feld sind als Zeichen der Freundschaft und des studentischen Frohsinns zwei Leiern und eine Weinrebe dargestellt. Im letzten Feld findet sich eine Eule mit einer Schriftrolle mit dem Wahlspruch „Furchtlos und Treu“ als Sinnbild der Wahrheit und Wissenschaft.

## Zirkel

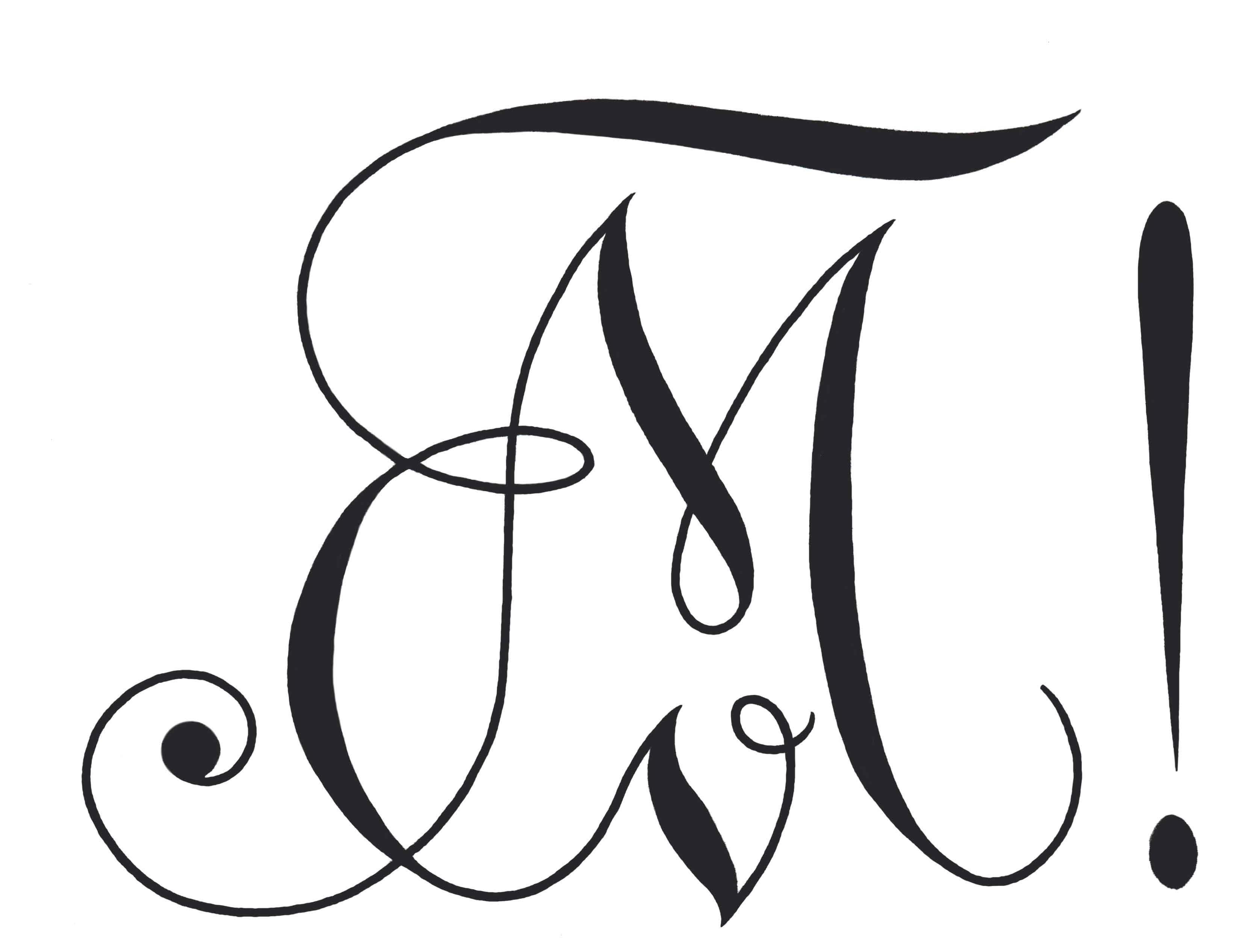
Zirkel

Der Markomannenzirkel ist ein couleurstudentisches Monogramm von vier Buchstaben, V, C, F, M, und ein Rufzeichen. Diese Buchstaben stehen für VIVAT CRESCAT FLOREATQUE MARKOMANNIA (Markomannia lebe, wachse und gedeihe). Eine andere Deutung lautet VIVAT CIRCULUS FRATRUM MARKOMANNIAE (Es lebe der Kreis der Brüder der Markomannia). Das Rufzeichen steht für IN AETERNUM und bedeutet, dass die Verbindung noch eine Aktivitas besitzt.

## Marburger Kreis
Markomannia Würzburg gehört dem Marburger Kreis an, einer couleurstudentischen Interessengemeinschaft der ältesten Verbindungen innerhalb des Cartellverbandes (CV). Während sich der Marburger Kreis anfänglich (ab 1986) zusammenfand, um die damals personell geschwächte VKDSt Rhenania Marburg zu stützen, steht heutzutage das gemeinsame Bestreben im Vordergrund, dem Verfall couleurstudentischer Sitten entgegenzuwirken und das Katholizitätsprinzip innerhalb des CV zu stärken.
Der Marburger Kreis besteht aus den folgenden Mitgliedsverbindungen:
- AV Guestfalia Tübingen (1859)
- KDStV Bavaria Bonn (1844)
- KDStV Markomannia Würzburg (1871)
- KDStV Hercynia Freiburg im Breisgau (1873)
- VKDSt Rhenania Marburg (1879)
- KDStV Arminia Heidelberg (1887)

Der Marburger Kreis veranstaltet jedes Wintersemester eine reihumgehende Ringveranstaltung.

## Bekannte Mitglieder
- Hermann von Mallinckrodt (1821–1874), Jurist und Politiker (Zentrumspartei)
- Georg Trapp (1847–1930), Landgerichtspräsident in Regensburg
- Franz Kardinal von Bettinger (1850–1917), Erzbischof von München und Freising
- Herman Schell (1850–1906), Professor und Rektor der Julius-Maximilians-Universität Würzburg
- Franz Xaver Schädler (1852–1913), Abgeordneter in der bayerischen Abgeordnetenkammer und des Deutschen Reichstages
- Josef Freisen (1853–1932), Kirchenrechtler
- Felix Porsch (1853–1930), Jurist, Politiker (Zentrumspartei), Abgeordneter des Reichstages (1881–1893) und des Landtages (1884–1929), Ehrenmitglied
- August Brehm (1854–1931), katholischer Priester, Domkapitular, Domdekan und Dompropst der Diözese Speyer sowie Päpstlicher Hausprälat
- Hermann Joseph Graf zu Stolberg-Stolberg (1854–1925), Mitglied des Provinziallandtages von Westfalen
- Stephan Ehses (1855–1926), katholischer Kirchenhistoriker, Direktor des Römischen Instituts der Görres-Gesellschaft
- Ignaz Frenay (1858–1912), hessischer Landtagsabgeordneter und Bürgermeister von Bensheim
- Joseph Plassmann (1859–1940), Astronom
- Franz Matt (1860–1929), Jurist und Politiker (BVP), Bayerischer Kultusminister 1920–1926
- Albert Ehrhard (1862–1940), katholischer Priester, Kirchengeschichtler, Patrologe und Byzantinist (Ehrenmitglied)
- Sebastian Merkle (1862–1945), Theologe und Kirchenhistoriker, Ehrenmitglied
- August Knecht (1866–1932), Theologe
- August Naegle (1869–1932), Professor für Kirchengeschichte und Rektor der Karls-Universität Prag, Senator des Prager Parlamentes 1920–1925
- Georg Matern (1870–1938), Priester und Heimatforscher im Ermland
- Eduard Eichmann (1870–1946), Theologe, Kirchenrechtler in Prag, Wien und München
- Peter Joseph Jörg (1874–1958), Landrat von Hammelburg
- Michael Adalbero Fleischer (1874–1963), Missionsbischof in Südafrika
- Hans Rost (1877–1970), Journalist und Suizidforscher
- Alois Wunder (1878–1974), Oberbürgermeister der Stadt Pasing
- Theodor Abele (1879–1965), Theologe und Schulmann
- Hermann Platz (1880–1945), Romanist und Publizist
- August Lindemann (1880–1970), erster Ordinarius in Deutschland für Zahn-, Mund- und Kieferkrankheiten
- Max Buchner (1881–1941), Historiker und Mittelalterkundler
- Petrus Legge (1882–1951), Bischof des Bistums Meißen und NS-Opfer
- Heinrich Schauerte (1882–1975), Professor für Religiöse Volkskunde
- Jost Walbaum (1889–1969), Mediziner und Nationalsozialist
- Alois Konrath (1895–1967), Priester und Verfolgter des NS-Regimes
- Bernhard Panzram (1902–1998), Theologe
- Joseph Köhler (1904–2001), Hotelier
- Heinz Fleckenstein (1907–1995), Theologe, Rektor der Universität Würzburg, Ehrenmitglied 1948
- Oskar Klemmert (1925–2010), Oberbürgermeister von Kitzingen (1958–1967), Leiter der Vertretung des Freistaates Bayern beim Bund (1968–1988), erster Nachkriegssenior im Wintersemester 1948/49
- Franz Gerstner (1925–2013), Bezirkstagspräsident von Unterfranken
- Karlheinz Ritter von Traitteur (1925–2000), Oberbürgermeister von Forchheim
- Georg Langgärtner (1925–1987), Theologe, Liturgiewissenschaftler
- Theodor Peters (1926–2008), Arbeitsmediziner
- Hugo J. Hahn (1927–2010), deutscher Rechtswissenschaftler
- Paul-Werner Scheele (1928–2019), Altbischof von Würzburg, Ehrenmitglied 1983
- Rudolf Juchems (1929–2008), Kardiologe
- Helmut Wegner (1931–2019), Botschafter a. D.
- Wilhelm Neuß (1932–2015), Oberbürgermeister von Worms
- Gerhard Kneitz (1934–2020), Biologe und Naturschützer
- Walter Konrad (1935–2019), Jurist und Medienmanager
- Johann Böhm (* 1937), bayerischer Landtagspräsident, Ehrenmitglied 1999
- Franz-Ludwig Knemeyer (* 1937), em. Ordinarius für öffentliches Recht an der Julius-Maximilians-Universität Würzburg, Ehrenmitglied 1981
- Claus Werning (* 1938), Hochschulprofessor und Chefarzt i. R.
- Friedhelm Golücke (* 1941), Studienrat und Historiker
- Friedhelm Hofmann (* 1942), 88. Bischof von Würzburg, Ehrenmitglied 2014
- Karl Eugen Bauner (* 1947), Richter am Bundesgerichtshof
- Gottfried Freiherr von der Heydte (* 1949), Kanzler der Katholischen Universität Eichstätt-Ingolstadt
- Bertram Blum (* 1950), Theologe
- Günter Putz (* 1950), Priester, Domdekan
- Klaus-Dieter Scheurle (* 1954), Präsident der Regulierungsbehörde für Telekommunikation und Post (1998–2000), Staatssekretär im Bundesministerium für Verkehr, Bau- und Wohnungswesen/Stadtentwicklung (2009–2012), Vorsitzender der Geschäftsführung bei der Deutschen Flugsicherung (Seit 2013)
- Thomas Karl Neisinger (1955–2024), deutscher Diplomat
- Bernhard Kempen (* 1960), Jurist, Professor für Staatsrecht, Völkerrecht und Internationales Wirtschaftsrecht, Präsident des dhv, Ehrenmitglied 1998
- Burkard Zapff (* 1960), Theologe, Alttestamentler
- Ralf Vollmuth (* 1963), Sanitätsoffizier und Medizinhistoriker
- Fabian Wittreck (* 1968), Jurist, Professor für Öffentliches Recht
- Marco Schmitz (* 1979), Mitglied des Landtags von Nordrhein-Westfalen